# Edmund Piotrowicz
Edmund Piotrowicz (ur. 1915 w Chersoniu, zm. 1 lutego 1991 w Warszawie) – polski malarz i grafik. 

## Życiorys
Syn Bolesława. W 1953 otrzymał dyplom ukończenia Akademii Sztuk Pięknych w Warszawie, na której studiował w latach 1945–1950 u Jana Cybisa. Pracował w Państwowym Liceum Technik Teatralnych w Warszawie; w latach 1964–1965 był jego dyrektorem. Od 1962 wykładał na Wydziale Sztuk Pięknych Uniwersytetu Mikołaja Kopernika w Toruniu. Od 1962 do 1980 kierował jego Zakładem i Katedrą Grafiki. W 1973 uzyskał tytuł profesora. Należał do ZPAP i Stowarzyszenia Marynistów Polskich (od 1968). W 1974 otrzymał nagrodę Ministra Handlu Zagranicznego za twórczość marynistyczną. W grafice specjalizował się w technice suchej igły. Uprawiał także malarstwo sztalugowe i akwafortę. W latach 1960–1972 regularnie wystawiał na Międzynarodowym Biennale Grafiki w Krakowie. Odbył podróże twórcze m.in. do Włoch, na Kubę i do Maroka.

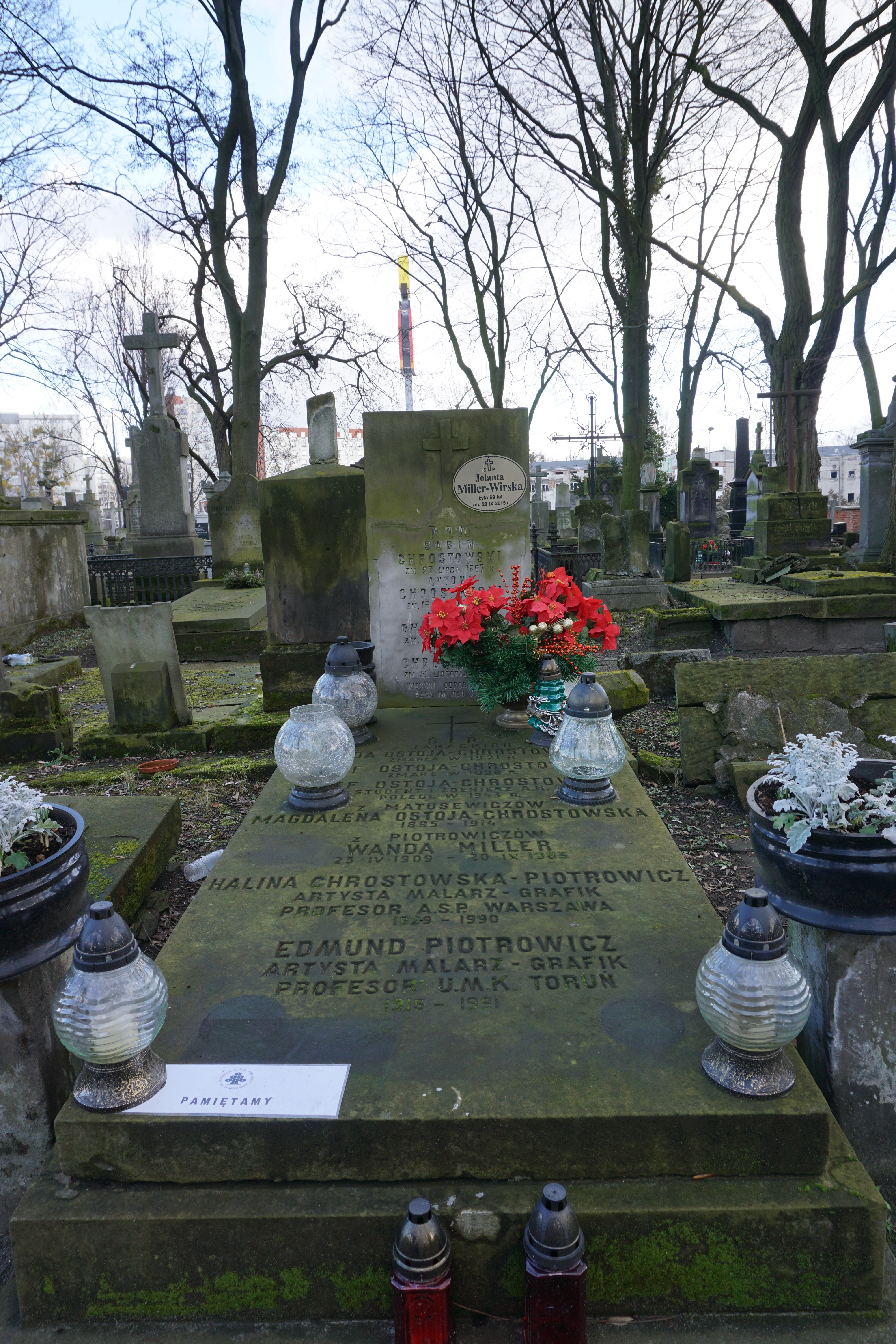
Grób Haliny Chrostowskiej i Edmunda Piotrowicza na cmentarzu Powązkowskim

Zmarł w Warszawie, spoczywa na cmentarzu Powązkowskim (kwatera 179-4-23).

## Ordery i odznaczenia
- Złoty Krzyż Zasługi (11 lipca 1955)[5]
- Medal 10-lecia Polski Ludowej (19 stycznia 1955)[6]